# Genistogethes immundus
Genistogethes immundus é uma espécie de insetos coleópteros polífagos pertencente à família Nitidulidae.
A autoridade científica da espécie é Kraatz, tendo sido descrita no ano de 1858.
Trata-se de uma espécie presente no território português.